# Coryphopteris plumosa
Coryphopteris plumosa är en kärrbräkenväxtart som först beskrevs av Carl Frederik Albert Christensen, och fick sitt nu gällande namn av Holtt. Coryphopteris plumosa ingår i släktet Coryphopteris och familjen Thelypteridaceae. Inga underarter finns listade.